# Doria Tillier
Doria Tillier (París; 27 de marzo de 1986) es una actriz francesa. Es conocida por protagonizar la película Sr. y Sra. Adelman

## Biografía
Nacida de un padre matemático y universitario, profesor de la Universidad de Jussieu y restaurador materno de pinturas, ella fue estudiante en el instituto Condorcet de París. Después de graduarse, trabajó como camarera en el barrio Vivienne.
De 2008 a 2010, Doria Tillier es entrenada en el Actor's Laboratory por Hélène Zidi-Chéruy. A continuación, participa en cortometrajes y en algunos comerciales especialmente para el perfume "Mademoiselle Ricci" de Nina Ricci. En 2008 , ella apareció como un médico forense en los suspense Flores sangrientas de Richard J. Thomson con Amanda Lear. En 2009, participó en la serie Special Action Customs , transmitida por France 2.

## Filmografía
- 2008 : Bloody Flowers de Richard J. Thomson : médico forense
- 2009 : Action spéciale douanes : Lisa Schmidt
- 2013 : Le Débarquement (emisión de Canal+)
- 2017 : Sr. y Sra. Adelman de Nicolas Bedos : Sarah
- 2023 : Fumer fait tousser de Quentin Dupieux: Agathe[3]

## Distinciones
- Festival de Cabourg : Revelación femenina por Sr. y Sra. Adelman
- Globos de Cristal : Nominada como Mejor Actriz por Sr. y Sra. Adelman
- Premios César : Nominada como Mejor Actriz por  Sr. y Sra. Adelman